# Ferdinando Monfardini
Ferdinando Monfardini (Isola della Scala, Italia; 20 de noviembre de 1984) es un piloto de automovilismo italiano. Ha participado en la Fórmula 3000 Internacional y en la GP2 Series entre otras categorías.
Ferdinando Monfardini inició su carrera en el mundo motor cuando tenía 6 años, así hizo su debut en el karting en 1990, se mantuvo en diferentes categorías de karting hasta 2000. Luego en 2001 participa en la Fórmula Renault italiana siendo el piloto más joven del campeonato, en 2002 corrió algunas etapas de la Fórmula Renault europea en el equipo Durango, un año después vuelve a ese campeonato terminando en el 10º puesto. En 2003 también participó en dos carreras de la Fórmula 3000 internacional con la escudería BCN Competición. Para 2004 participa nuevamente en la Fórmula 3000 pero con el equipo AEZ I.E. Engineering terminando en el puesto 20 del campeonato.
Debuta en la primera temporada de la nueva categoría GP2 Series con la escudería Durango y al final de la temporada pasa al equipo Coloni Motorsport, no consigue victorias y termina de 17º entre los pilotos. En la temporada 2006 de GP2 Series corre para la escudería francesa DAMS junto a Frank Perera, no logra victorias y queda en la posición 18º.
Desde 2007 participa en el Campeonato FIA GT en BMS Scuderia Italia.

## Resultados

### GP2 Series
(Clave) (negrita indica pole position) (cursiva indica vuelta rápida puntuable)

| Año  | Escudería         | 1   | 1   | 2   | 2   | 3   | 3   | 4   | 4   | 5   | 5   | 6   | 6   | 7   | 7   | 8   | 8   | 9   | 9   | 10  | 10  | 11  | 11  | 12  | 12  | Pos. | Puntos | Ref.  |
| ---- | ----------------- | --- | --- | --- | --- | --- | --- | --- | --- | --- | --- | --- | --- | --- | --- | --- | --- | --- | --- | --- | --- | --- | --- | --- | --- | ---- | ------ | ----- |
| 2005 |                   | IMO | IMO | BAR | BAR | MON | MON | NÜR | NÜR | MAG | MAG | SIL | SIL | HOC | HOC | BUD | BUD | EST | EST | MNZ | MNZ | SPA | SPA | SAK | SAK | 17.º | 5      | [ 1 ] |
| 2005 | Durango           | Ret | DNS | Ret | 11  | DNS | DNS | Ret | 6   | 12  | 17† | 14  | 10  | Ret | 15  | Ret | 11  | Ret | Ret | 8   | 4   |     |     |     |     | 17.º | 5      | [ 1 ] |
| 2005 | Coloni Motorsport |     |     |     |     |     |     |     |     |     |     |     |     |     |     |     |     |     |     |     |     |     |     | Ret | 11  | 17.º | 5      | [ 1 ] |
| 2006 | DAMS              | VAL | VAL | IMO | IMO | NÜR | NÜR | BAR | BAR | MON | MON | SIL | SIL | MAG | MAG | HOC | HOC | BUD | BUD | EST | EST | MNZ | MNZ |     |     | 21.º | 6      | [ 2 ] |
| 2006 | DAMS              | 12  | Ret | 12  | 9   | Ret | 10  | 6   | 6   | 9   | 9   | Ret | DNS | 8   | Ret | Ret | 12  | 11  | 6   | 18† | 12  | Ret | Ret |     |     | 21.º | 6      | [ 2 ] |